# Calamidia hirta
Calamidia hirta är en fjärilsart som beskrevs av Walker 1854. Calamidia hirta ingår i släktet Calamidia och familjen björnspinnare. Inga underarter finns listade i Catalogue of Life.

## Bildgalleri

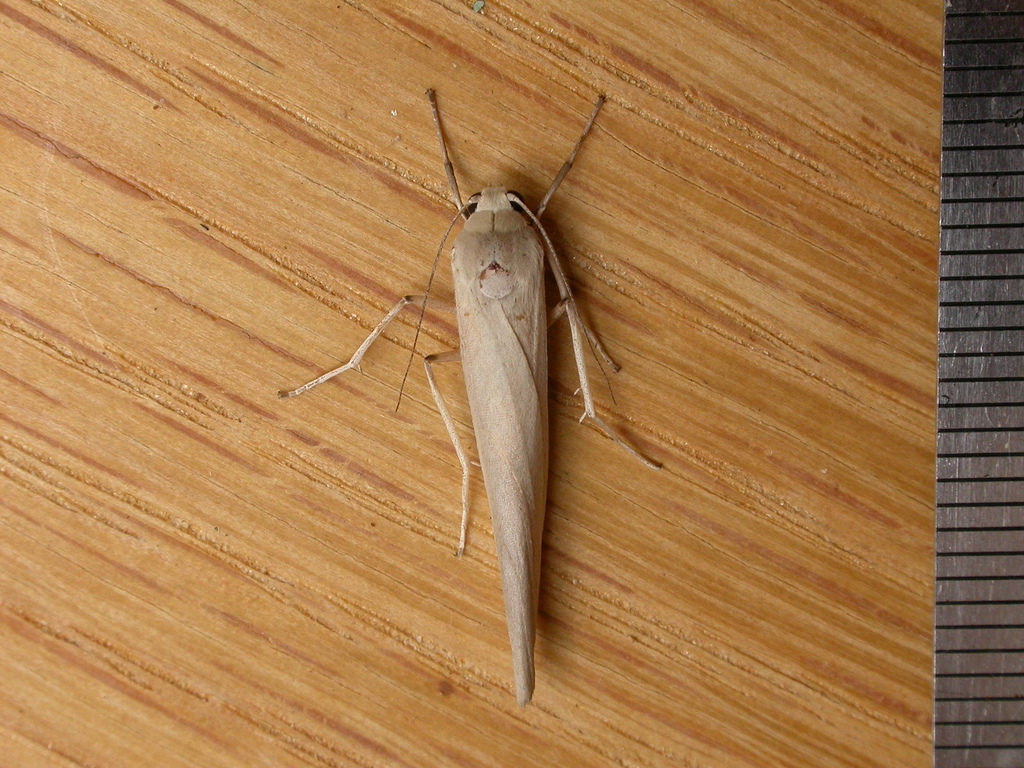
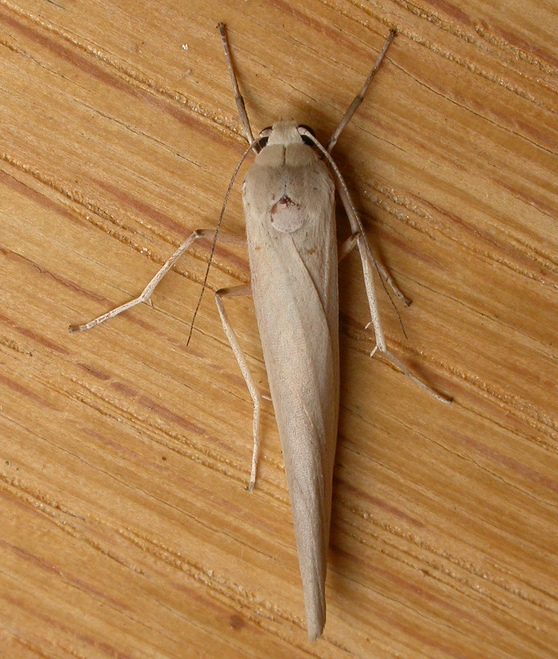
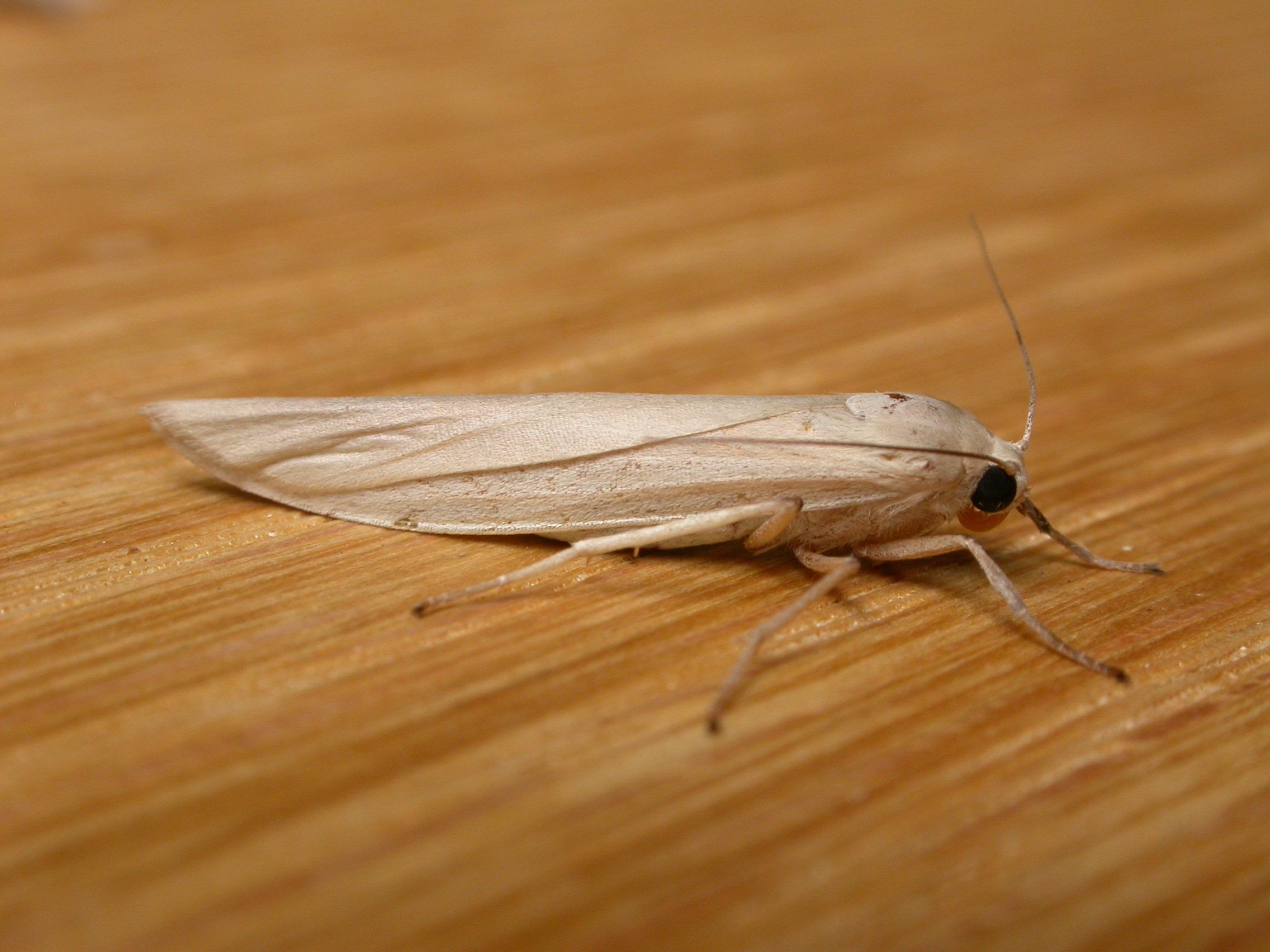